# Karl Begas
Pour les articles homonymes, voir Begas.
Karl Begas, dit Begas le Jeune (il signait le plus souvent Carl Begas), né le 23 novembre 1845 à Berlin et mort le 21 février 1916 à Köthen, est un sculpteur allemand appartenant à l'école de Berlin.

## Biographie
Carl Begas est le fils du peintre Carl Joseph Begas et le frère cadet d'Oskar Begas, Reinhold Begas et Adalbert Begas. Il apprend la sculpture auprès de son frère Reinhold. Il vit entre 1869 et 1873 à Rome, où il reçoit la commande de plusieurs bustes. Il se fait remarquer en 1876 pour son Faune avec enfant joueur et Les Sœurs en 1878. Il est l'auteur d'un buste de l'empereur Guillaume Ier en 1880 pour la Gemäldegalerie de Cassel et de deux sphinx pour le bâtiment du gouvernement de Cassel en 1882.
Il est aussi l'auteur en 1900 de monuments historiques pour l'allée de la Victoire du Tiergarten, aujourd'hui disparue (le monument d'Othon IV de Brandebourg, et celui de Frédéric-Guillaume IV de Prusse). 
Begas sculpte une statue de marbre dédiée à l'impératrice Augusta (1904-1906) qui est présentée à la roseraie du nouveau palais de Sans-Souci. Elle se trouve aujourd'hui à la Maison de l'Histoire de Potsdam.Une seconde statue de l'impératrice se trouve aujourd'hui à la clinique fondée par elle à Berlin-Schöneberg, à la Rubensstraße au N°25, après avoir été enterrée pendant l'ère de la république démocratique allemande au château de Bellevue. Comme elle avait été décapitée, sa tête est une copie.
Il a eu entre autres pour élève Max Baumbach.

## Quelques œuvres
- Buste de marbre d'Hans von Marées, Alte Nationalgalerie de Berlin (1878)
- Monument d'Othon IV de Brandebourg
- Monument de Frédéric-Guillaume IV de Prusse
- Mascarons du pont Moltke (de) de Berlin